# Mark Schulman
Mark Schulman ist ein Kommunikationswissenschaftler. Seit Juli 2010 leitet Mark Schulman als Präsident die Saybrook University.

## Leben
Mark Schulman promovierte in Kommunikationswissenschaften am Union Institute in Cincinnati. Den MS in Erziehungswissenschaften absolvierte er an der Indiana University und einen BA in Literaturwissenschaften am Antioch College in Yellow Springs, Ohio. Schulman lehrte als Associate Professor am Pacific Oaks College (Kalifornien und Washington), an der New School for Social Research (New York), am City College of New York, und am Saint Mary’s College of California. Von Januar 2003 bis Juni 2010 war er Präsident am Goddard College in Vermont. Schulman wirkte danach in der Beratung und Administration akademischer Ausbildung sowie in den Kommunikationswissenschaften.
Mark Schulman leitet seit Juli 2010 als Präsident die Saybrook University in San Francisco.

## Veröffentlichungen
- 2009: To Be in Occasional Touch: Goddard College's Progressive Principles and Distributed Learning. In: Information Technology and Constructivism in Higher Education: Progressive Learning Frameworks
- 2008–2009: Achieving Enrollment Growth while Retaining Integrity. In: Best Practices in Higher Education. Presidential Perspectives Series 2008-09
- 1992: Communicating in the Community. In: Democratic Communications in the Information Age (1992)
- 1990: Control Mechanisms Inside the Media. In: Questioning the Media
- 1989: Language and Communications. In: Good Reading
- 1988: Gender and Typographic Culture. In: Technology and Women’s Voices
- 1988: Radio and Cultural Identity: Community and Communication in Harlem USA. In: Theory and Practice